# Erdmann Gustav von Broecker

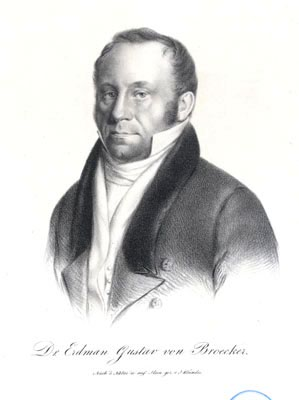
Erdmann Gustav von Broecker (1829)

Erdmann Gustav von Broecker (* 18. Novemberjul. / 29. November 1784greg. in Livland; † 4. Märzjul. / 16. März 1854greg. in Dorpat) war ein deutsch-baltischer Rechtswissenschaftler.

## Leben
Seine Eltern waren der Hofgerichtssekretär Harald Gustav Bröcker (1758–1814) und dessen Ehefrau Marie Elisabeth von Jankiewitz.
Erdmann Gustav von Broecker studierte von 1803 bis 1805 Rechtswissenschaften an der Kaiserlichen Universität Dorpat und promovierte 1825 in Königsberg zum Dr. jur. Er war ab 1806 in Riga als Notar tätig, wurde 1809 Sekretär beim Rat der Stadt, 1821 Obersekretär in Dorpat. 1825 wurde er als außerordentlicher Professor des Provinzialrechts an die Universität Dorpat berufen. Von 1831 bis 1850 war er ordentlicher Professor für Staats- und Völkerrecht.
Er war mit Lydia Dorothea Schultz verheiratet. Das Paar hatte wenigstens einen Sohn:
- Karl Gustav (1823–1886), Mediziner